# جان دوبويس (راكب الكنو)
جان دوبويس هو راكب الكنو بلجيكي، (و. 1914  م).

## وصلات خارجية
- جان دوبويس على موقع أوليمبيديا (الإنجليزية)